# Liste des navires actifs de la marine ukrainienne

Pavillon de la marine de l'Ukraine

Cette liste des navires utilisés par la marine ukrainienne comprend les principaux navires de guerre et les autres navires qui sont en service ou qui ont récemment été retirés de la marine ukrainienne ou de la flotte auxiliaire. En décembre 2007, la Marine avait 27 navires de combat. Quelque 20 ans après la dislocation de l'URSS, les principaux navires de guerre de la marine ukrainienne sont d'anciens navires de la flotte de la mer Noire qui ont été conçus et construits en Union soviétique.
Ayant plusieurs chantiers navals sur son territoire, l'industrie de la construction navale de l'Ukraine a été principalement bloquée après la chute de l'Union soviétique. À la suite de la révolution orange, le 9 août 2005, le Cabinet ukrainien a alloué des fonds au premier grand programme national "Corvette" lancé par le ministre de la Défense Anatoliï Hrytsenko. Le premier navire de guerre construit dans l'Ukraine indépendante est sorti en 2016.
Au 24 mars 2014, tous les plus gros navires sauf un (la frégate ukrainienne Hetman Sahaydachnyy) de la marine ukrainienne ont été capturés par la flotte russe de la mer Noire. Certains navires russes sont retournés en Ukraine.
À la suite de l'invasion de l'Ukraine par la Russie en 2022, au 15 mars 2022, son navire amiral s'est sabordé, et au minimum, un navire a été coulé, et 11 capturés.

## Liste des navires actifs en 2021
Depuis la mi-2018, l'Ukraine a adopté le lettrage de la numérotation OTAN

### Flotte principale
| Classe                                   | Photo                       | Type                        | Navire | Déplacement                 | Constructeur                                  | Mise en service             | Remarques                                                             |
| Navire de guerre de surface              | Navire de guerre de surface | Navire de guerre de surface | Navire de guerre de surface                                                                                        | Navire de guerre de surface | Navire de guerre de surface                   | Navire de guerre de surface | Navire de guerre de surface                                           |
| ---------------------------------------- | --------------------------- | --------------------------- | --- | --------------------------- | --------------------------------------------- | --------------------------- | --------------------------------------------------------------------- |
| Classe Krivak III                        |                             | Frégate                     | Hetman Sahaydatchniy (F130)                                                                                        | 3.510                       | Ukraine Chantier naval Zaliv                  | 1993                        | Sabordage le 3 mars 2022 pour empêcher sa capture par la Russie       |
| Patrouilleur                             |                             |                             | |                             |                                               |                             |                                                                       |
| Classe Matka                             |                             | ex-navire lance-missiles    | Prylouky (P153) | 257                         | Union soviétique Chantier naval Sredne-Nevski | 1980                        |                                                                       |
| Classe Island                            |                             | Patrouilleur                | Sloviansk (P190) Starobilsk (P191) Soumy (P192) Fastiv (P193)                                                      | 168                         | États-Unis Bollinger Shipyards                | USA : 1988 Ukraine : 2019   | Sloviansk (P190) coulé par l'aviation russe le 3 mars 2022.           |
| Classe Gurza-M                           |                             | Patrouilleur                | Akkerman (P174) Berdyansk (P175) Nikopol (P176) Krementchouk (P177) Loubny (P178) Vychhorod (P179) Kostopil (P180) | 54                          | Ukraine Kuznya na Rybalskomu                  | 2016 à 2019                 | Akkerman (P174) et Vyshhorod (P179) capturés lors de l'invasion russe |
| Classe Zhuk                              |                             | Petit patrouilleur          | Skadovsk (P170) | 39.7                        | Ukraine More (Feodosiya)                      | 1990                        |                                                                       |
| Navire d'assaut amphibie                 |                             |                             | |                             |                                               |                             |                                                                       |
| Classe Polnochny-C                       |                             | Landing ship                | Iouriy Olefirenko (L401)                                                                                           | 1.192                       | Pologne Chantier naval de Północna            | 1971                        |                                                                       |
| Classe Ondatra                           |                             | Landing Craft Utility       | Svatovo (L434) | 107                         | Ukraine Chantier naval de la mer d'Azov       | 1979                        |                                                                       |
| Chasseur de mines                        |                             |                             | |                             |                                               |                             |                                                                       |
| Classe Yevgenya                          |                             | Chasseur de mines           | Henichesk (M360)                                                                                                   | 96.5                        | Union soviétique Chantier naval Sredne-Nevski | 1985                        |                                                                       |
| Sécurité                                 |                             |                             | |                             |                                               |                             |                                                                       |
| Classe Tanya                             | Hola Prystan U241           | Vedette rapide              | P241 Hola Prystan                                                                                                  | 57                          | Union soviétique Sosnovka Shipyard            | 1986                        |                                                                       |
| Classe Yaroslavets                       | U172 Rivne                  | Vedette                     | P171 AK-03 P172 Rivne AK-01 P173 AK-02                                                                             | 37                          | Union soviétique Chantier naval de Yaroslavl  | 1972                        |                                                                       |
| Bateau semi-rigide (RIB) à usage spécial |                             |                             | |                             |                                               |                             |                                                                       |
| «Willard»                                |                             | RIB                         | Sea Force 11 m | 2015-2 2010-2 Total-4       | États-Unis                                    | 2015                        |                                                                       |
| «Willard»                                |                             | RIB                         | Sea Force 7.3 m | 2015-3                      | États-Unis                                    | 2015                        |                                                                       |
| «Willard»                                |                             | RIB                         | Sea Force 7 m | 2010-3                      | États-Unis                                    | ()                          |                                                                       |
| «Willard»                                |                             | RIB                         | Sea Force 5.4 m | 2010-3                      | États-Unis                                    | ()                          |                                                                       |

### Flotte auxiliaire
| Classe                                       | Photo             | Type                                  | Navire                                        | Déplacement       | Constructeur                                    | Mise en service   | Remarque                                                       |
| Approvisionnement                            | Approvisionnement | Approvisionnement                     | Approvisionnement                             | Approvisionnement | Approvisionnement                               | Approvisionnement | Approvisionnement                                              |
| -------------------------------------------- | ----------------- | ------------------------------------- | --------------------------------------------- | ----------------- | ----------------------------------------------- | ----------------- | -------------------------------------------------------------- |
| Boda                                         |                   |                                       | A756 Sudak                                    | 2.255             | Union soviétique Yantar Shipyard                | 1957              |                                                                |
| Transport                                    |                   |                                       |                                               |                   |                                                 |                   |                                                                |
| Yuniy Partizan                               |                   |                                       | A753 Horlivka                                 | 2.178             | Hongrie MHD Angyalföld Gyaregyseg               | 1965              |                                                                |
| Renseignement et recherche                   |                   |                                       |                                               |                   |                                                 |                   |                                                                |
| Classe Lahuna                                |                   | Navire collecteur de renseignements   | Lahuna                                        | 1.220             | Ukraine Forge de Rybalski                       | Avril 2019        |                                                                |
| Muna                                         |                   | Navire espion                         | Pereyaslav (A512)                             | 912               | Union soviétique Baltija Shipbuilding Yard (en) | 1987              |                                                                |
| Yelva                                        | Pochayiv A701     | Assistance plongée                    | A700 Netishyn A701 Pochayiv                   | 285               | Union soviétique Chantier naval de Gorokhovets  | 1973 1975         |                                                                |
| Project 431pu                                |                   | Assistance plongée                    | A860 Kamianka                                 | 323.7             | Union soviétique Chantier naval de Gorokhovets  | 1957              |                                                                |
| Commandement et recherche et sauvetage (SAR) |                   |                                       |                                               |                   |                                                 |                   |                                                                |
| Amur                                         |                   | Commandement et SAR                   | A500 Donbas                                   | 5.520             | Pologne Szczecin Shipyard (en)                  | 1969              | bombardé et détruit dans le port de Marioupol le 06 avril 2022 |
| Project 2262                                 |                   | Recherche et sauvetage                | Oleksandr Okhrimenko                          | 2.258             | Singapour Keppel Corporation'                   | 1987              |                                                                |
| project 733c                                 |                   | Recherche et sauvetage/ ex-remorqueur | A706 Izjaslav                                 | 934               | NC                                              | 1962              |                                                                |
| proekt CK620                                 |                   | Navire-hôpital                        | A782 Sokal                                    | NC                | Ukraine Chantier naval de la mer d'Azov         | 1983              |                                                                |
| Sondage et information                       |                   |                                       |                                               |                   |                                                 |                   |                                                                |
| Bereza                                       |                   | Navire de démagnétatisation           | A811 Balta                                    | 2,096             | Pologne Polnoczna Shipyard                      | 1987              |                                                                |
| Moma                                         |                   | Navire hydrographique                 | A602 Alchevsk                                 | 1,660             | Pologne Polnoczna Shipyard                      | 1969              |                                                                |
| Onega                                        |                   | Navire hydroacoustique                | A812 Sieverodonetsk                           | NC                | NC                                              | Inconnu           |                                                                |
| Ravitailleur                                 |                   |                                       |                                               |                   |                                                 |                   |                                                                |
| Pr.722U                                      |                   |                                       | A854 Dobropiljai A855 Pivdeni                 | NC                | Pologne                                         | 1975 1974         |                                                                |
| Pr.1387                                      |                   |                                       | A853                                          | NC                | NC                                              | 1965              |                                                                |
| Pr.H45                                       |                   |                                       | NC                                            | NC                | NC                                              | 1991              |                                                                |
| 419                                          |                   | AHTS                                  | A852 Shostka                                  | 1.811             | Allemagne de l'Est                              | 1976              |                                                                |
| Pr.1430                                      |                   | Navire de ravitaillement d'équipage   | A783 Chornomorsk                              | 75.7              | Ukraine                                         | 1976              |                                                                |
| Remorqueur                                   |                   |                                       |                                               |                   |                                                 |                   |                                                                |
| Sorum                                        |                   | Remorqueur de mer                     | A830 Korets                                   | NC                | NC                                              | 1989              | Capturé lors de l'invasion russe                               |
| Goliat                                       |                   | Remorqueur de mer                     | A831 Kovel                                    | NC                | NC                                              | Inconnu           |                                                                |
| T63                                          |                   | Remorqueur                            | A941 Buk239 A942 Novoozerne                   | NC                | NC                                              | 1955              |                                                                |
| Navire-école                                 |                   |                                       |                                               |                   |                                                 |                   |                                                                |
| PO-2                                         |                   |                                       | A540 Chyhyryn U-541 Smila U-542 Nova Kakhovka | 345.4             | Pologne Chantier naval de Wisla                 | 1984 1985 1986    |                                                                |
| ?                                            |                   | Canonnière                            | A543 Voznesensk                               | NC                | NC                                              | Inconnu           |                                                                |
| Classe Grisha                                |                   | Corvette anti-sous-marine             | A206 U206 Vinnytsia                           | 990               | Union soviétique Chantier naval de Zelenodolsk  | 1976              |                                                                |
| Navire portuaire                             |                   |                                       |                                               |                   |                                                 |                   |                                                                |
| Pr.RV1415                                    |                   | Navire de plongée                     | A721 Volodimir Volinsk A732 Romni A733 Tokmak | NC                | Union soviétique                                | 1983 1980 1983    |                                                                |
| Pr.RVM376                                    |                   | Navire de plongée                     | A724 A734 U926 Jauza                          | NC                | Union soviétique                                | 1968 1974 1983    |                                                                |
| Pr.371U                                      |                   |                                       | U002 A925 A932                                | NC                | Union soviétique                                | Inconnu           |                                                                |
| Pr.1390                                      |                   |                                       | A923                                          | NC                | NC                                              | Inconnu           |                                                                |
| Bateaux et barges à usage spécial            |                   |                                       |                                               |                   |                                                 |                   |                                                                |
| 436V                                         |                   |                                       | shiet-mishen26                                | NC                | NC                                              | Inconnu           |                                                                |
| 454                                          |                   |                                       | NC                                            | NC                | NC                                              | 1978              |                                                                |
| Pr.20461                                     |                   | Péniche à eau                         | NC                                            | NC                | NC                                              | 1985              |                                                                |
| NC                                           |                   | Barge                                 | PMR-66                                        | NC                | NC                                              | 1926              |                                                                |
| Pr.889                                       |                   | Barge                                 | PMR-152                                       | NC                | NC                                              | 1973              |                                                                |
| Pr.889                                       |                   | Barge                                 | NC                                            | NC                |                                                 | 1983              |                                                                |

## Navires planifiés avant la guerre de 2022
| Classe                        | Photo | Type                    | Navire                            | Déplacement | Constructeur                           | Mise en service           |
| ----------------------------- | ----- | ----------------------- | --------------------------------- | ----------- | -------------------------------------- | ------------------------- |
| Classe Gyurza-M               |       | Patrouilleur            | P181 ...                          | 54          | Ukraine Forge de Rybalski              | 2021                      |
| Classe Centaur                |       | Navire d'attaque rapide | DSHK-1 «Stanislav» DSHK-2 «Malyn» | 47          | Ukraine Forge de Rybalski              | 2021 - autres en commande |
| Classe Volodymyr Velykyi      |       | Corvette                | 4                                 | 2.500/2.650 | Ukraine Black Sea Shipyard             | 2022 2028                 |
| Classe Island                 |       | Patrouilleur côtier     | ex-USCGC Kiska (WPB-1336)         | 168         | États-Unis Bollinger Shipyards (en)    | en attente de transfert   |
| Classe Gurza-M                |       | Patrouilleur            | 20 navires en commande            | 54          | Ukraine Forge de Rybalski              |                           |
| Classe Sandown                |       | Chasseur de mines       | 2                                 | 450         | Royaume-Uni en:Vosper Thorneycroft     | à partir de 2022          |
| Mark VI                       |       | Patrouilleur            | 8 navires en commande             | 72          | États-Unis en:SAFE Boats International | à partir de 2022          |
| Hetman Ivan Mazepa (corvette) |       | Corvette                | 2                                 | 2400        | Istanbul Naval Shipyard                |                           |